# Петров Кирило Валентинович
Кири́ло Валенти́нович Петро́в (нар. 22 червня 1990, Київ) — український футболіст, центральний захисник польської «Корони», чемпіон Європи 2009 року серед юнаків U-19, колишній гравець молодіжної збірної України.

## Клубна кар'єра

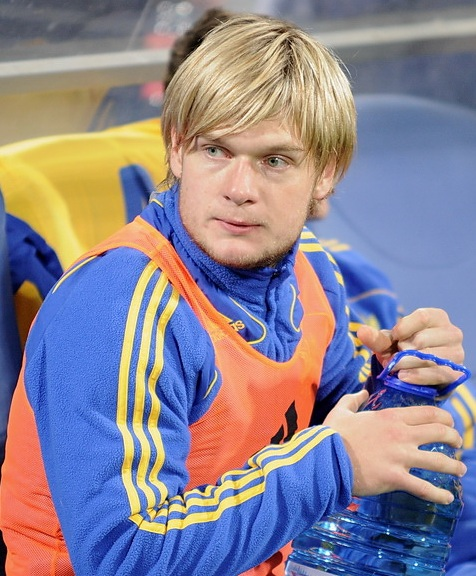
Кирило Петров у складі молодіжної збірної. 2009 рік

Вихованець ДЮФШ «Динамо» (Київ) імені Валерія Лобановського (перший тренер — Олександр Леонідов). У дитячо-юнацькій футбольній лізі за «Динамо» провів 76 матчів, забив 19 голів. Також зіграв один матч у чемпіонаті Києва.
5 квітня 2007 року дебютував за «Динамо-2» в домашньому матчі проти ужгородського «Закарпаття». За «Динамо-2» в Першій лізі зіграв 50 матчів, у яких забив 3 м'ячі. Із 2007 року грав також у дублювальному складі «Динамо», за який зіграв у 30 іграх. Був заявлений на матч суперкубку 10 липня 2007 року за основну команду, але на поле не вийшов.
У Прем'єр-лізі українського чемпіонату дебютував 9 травня 2010 року в матчі проти запорізького «Металурга».
Перед початком сезону 2010/11 перейшов на правах оренди до складу криворізького «Кривбаса», де і провів наступні два з половиною сезони.
У січні 2013 року на правах оренди перейшов у «Говерлу», але вже влітку на правах вільного агента перейшов у київський «Арсенал», де грав до зняття «канонірів» із чемпіонату наприкінці того ж року.
25 лютого 2014 року підписав піврічний контракт із польським клубом «Корона» (Кельці).
У лютому 2016 року став гравцем донецького «Олімпіка», але вже взимку 2016/17 залишив команду й перейшов до лав бакинського «Нефтчі».

## Виступи за збірні
Викликався до юнацьких збірних України починаючи з 15-річного віку. Дебют у футболці збірної відбувся 21 серпня 2005 року в матчі збірної України U17 проти білоруських однолітків (поразка 0:1).
У складі збірної України U19 — чемпіон Європи 2009 року. Під час фінальної частини чемпіонату, що проходила в Донецьку й Маріуполі, був капітаном української збірної, узяв участь у всіх п'яти матчах команди. 24 липня 2009 в багато в чому вирішальному матчі групового етапу проти збірної Англії U19 забив 2 м'ячі, принісши таким чином збірній України підсумкову нічию (2:2).
З осені 2009 року залучався до складу молодіжної збірної України.

## Досягнення
- Чемпіон Європи серед юнаків (U-19) 2009 року